# Dominique Claisse
Pour les articles homonymes, voir Claisse.
Dominique Claisse né le 13 octobre 1802 à Luxembourg-ville et mort le 17 juillet 1842 à Bruxelles, est un officier de l'armée belge s'étant notamment illustré lors de la Révolution belge en commandant le corps franc luxembourgeois qui rassembla des volontaires du Grand-duché de Luxembourg afin de se joindre à la guerre belgo-néerlandaise.

## Biographie
Dominique Claisse entra dans l'armée belge en 1830 comme Capitaine-Commandant, puis fut promu Major en 1831, à la tête du 2e bataillon de chasseurs luxembourgeois, intégré dès le 31 mars 1831 au 2e régiment de Chasseurs à Pied. 
Il est promu Lieutenant-Colonel en 1842, Colonel en 1844, puis Général-Major en 1848.